# بنيامين جودار
بنيامين لويس بول جودار هو ملحن فرنسي ولد يوم 18 أوت 1849 في مدينة باريس و فارق الحياة يرم 10 جانفي 1895
بعد أن كان يعاني بينامين جودار من مرض السل ، تقاعد في كوت دازور عام 1892، ولهذا السبب فارق الحياة في بداية عام 1895 عن عمر يناهز الخامسة والأربعين .
كان لديه موهبة استثنائية في الكتابة الموسيقية، وكانت أعماله تتميز بالأصالة والدقة. وقد أثرت المدرسة الرومانسية الكلاسيكية في أسلوبه الموسيقي وقد كتب العديد من الأعمال الموسيقية التي أثرت في المدارس الموسيقية في فرنسا وفي أوروبا بشكل عام.
تألق غودار في مجال الكتابة الموسيقية والعزف، وله العديد من الأعمال الشهيرة في مختلف الأنواع الموسيقية، بما في ذلك المقطوعات الأوركسترالية والأعمال الكاميرية والموسيقى الرومانسية.

## أعماله
ومن بين أعماله المشهورة "الباليهات" ومنها "دون كويشوت" و "سكوت باري" و"جوان دارك" و"العيد الجائز" و" الوحشة". ولقد صنفت أعماله دائماً بين الأعمال الرائعة في عصره.
بالإضافة إلى عمله الفني، كان غودار يشغل أيضًا مناصب تعليمية في مدرسة الموسيقى الكاميل سانس وفي الكونسرفاتوار الباريسي.

## وفاته
توفي غودار في سن 46 وبعد وفاته، أقامت حفلات التذكار له لإحياء ذكراه بالكثير من الأعمال التي كتبها وأدت بنجاح في عصره. كما أنه ترك إرثاً موسيقياً كبيراً ولا يزال يؤثر في العديد من الموسيقيين والمؤلفين في العصور اللاحقة.